# Marie Gabrielle Éléonore de Bourbon
Marie Gabrielle Éléonore de Bourbon (Marie Anne Gabrielle Éléonore; 1690–1760) a fost prințesă franceză , fiica lui Louis, Prinț Condé și a Louise Françoise de Bourbon, Mademoiselle de Nantes. Tatăl ei era nepot al Marelui Condé iar mama era fiica regelui Ludovic al XIV-lea și a metresei acestuia, Madame de Montespan.